# Museu Nacional Romano
O Museu Nacional Romano (em italiano: Museo Nazionale Romano) é um dos grandes museus italianos. Abriga seções das coleções nacionais, fundadas depois da Unificação Italiana para consolidar e reunir tesouros dispersos em vários locais. Inicialmente instalado nas antigas Termas de Diocleciano, com sua progressiva expansão, e com a necessidade urgente de restauro das Termas, o acervo foi dividido e espalhado em várias sedes: as Termas de Diocleciano, o Palazzo Massimo alle Terme, o Palazzo Altemps e a Cripta de Balbo.

## Termas de Diocleciano
Conhecido como Museu das Termas de Diocleciano (Museo delle Terme di Diocleziano), a sede histórica do Museu Nacional Romano situa-se nas Termas de Diocleciano. Construídas entre 298 e 306 d.C., foi a maior casa de banhos da Roma Antiga. Possuía uma aula central de forma basilical, uma piscina (natatio) e diversos outros espaços com usos variados.
Depois da decadência romana, o edifício passou a ser usado para outros propósitos. No século XVI, Pio IV confiou a Michelangelo o projeto de criação de uma basílica com convento no local, e atualmente parte do complexo ainda é a Basílica de Santa Maria dos Anjos e dos Mártires. Em 1889, a parte não ocupada pela igreja foi adaptada para acolher a coleção do recém-fundado Museu Nacional, com um acervo de peças da antiguidade romana, incorporando diversas coleções arqueológicas já existentes e objetos provenientes de novas escavações.
No claustro projetado por Michelangelo hoje são expostas cerca de 400 obras de escultura de todos os tipos (estatuária, elementos de arquitetura, sarcófagos, lápides e altares). Nas salas I a IX são mostrados itens de arte fúnebre, como sarcófagos, e material proveniente do sítio arqueológico das Termas, e as salas X a XII são dedicadas a exposições temporárias.
O museu possui também a Seção Proto-histórica, com peças dos povos latinos anteriores a Roma e das civilizações posteriores que ocuparam o Lácio nas idades do Bronze e do Ferro, e a Seção Epigráfica, que ilustra o nascimento e evolução da língua latina com peças portadoras de inscrições, como insígnias, placas e outros objetos similares.

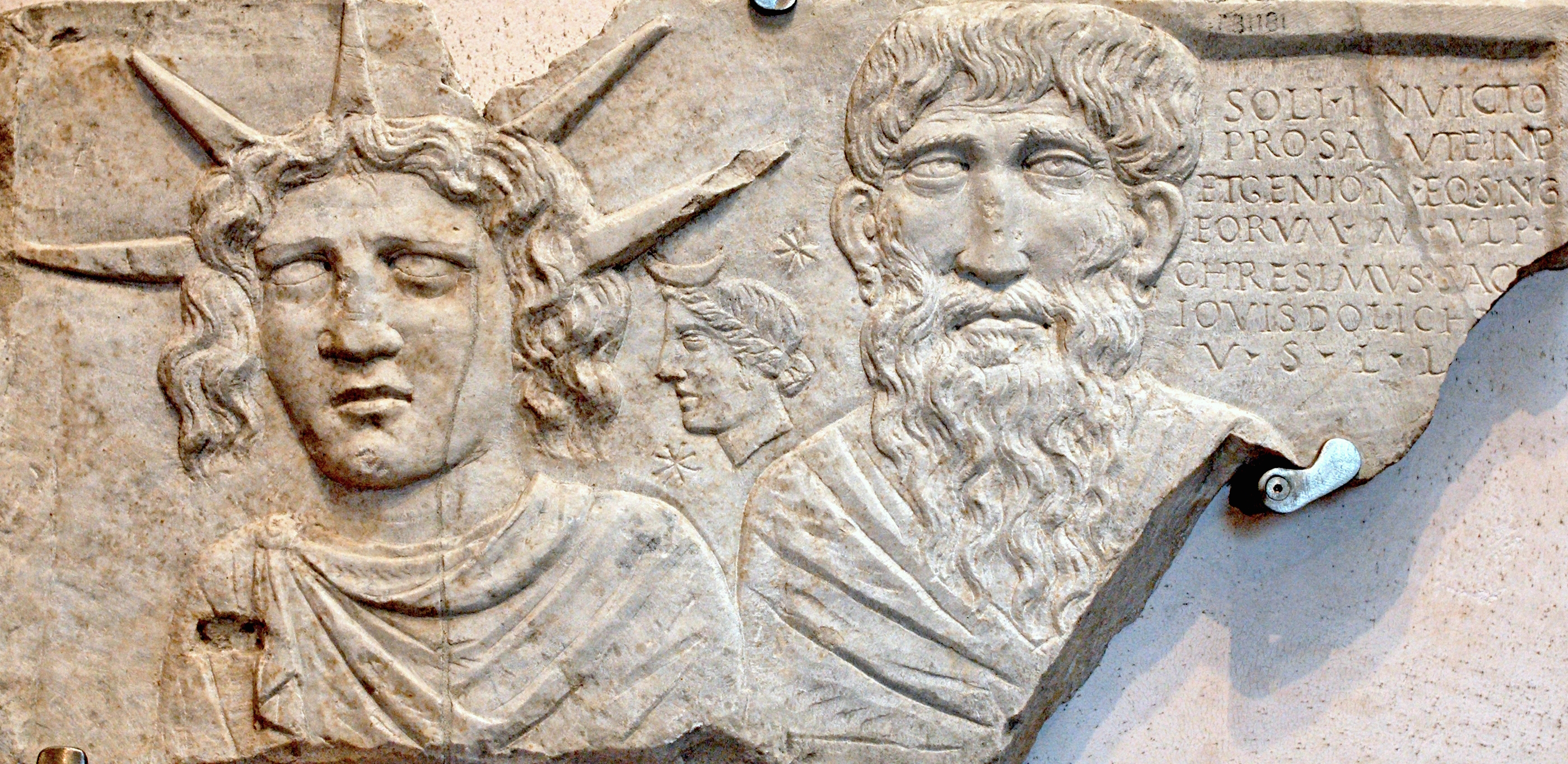
Estela do Sol Invicto
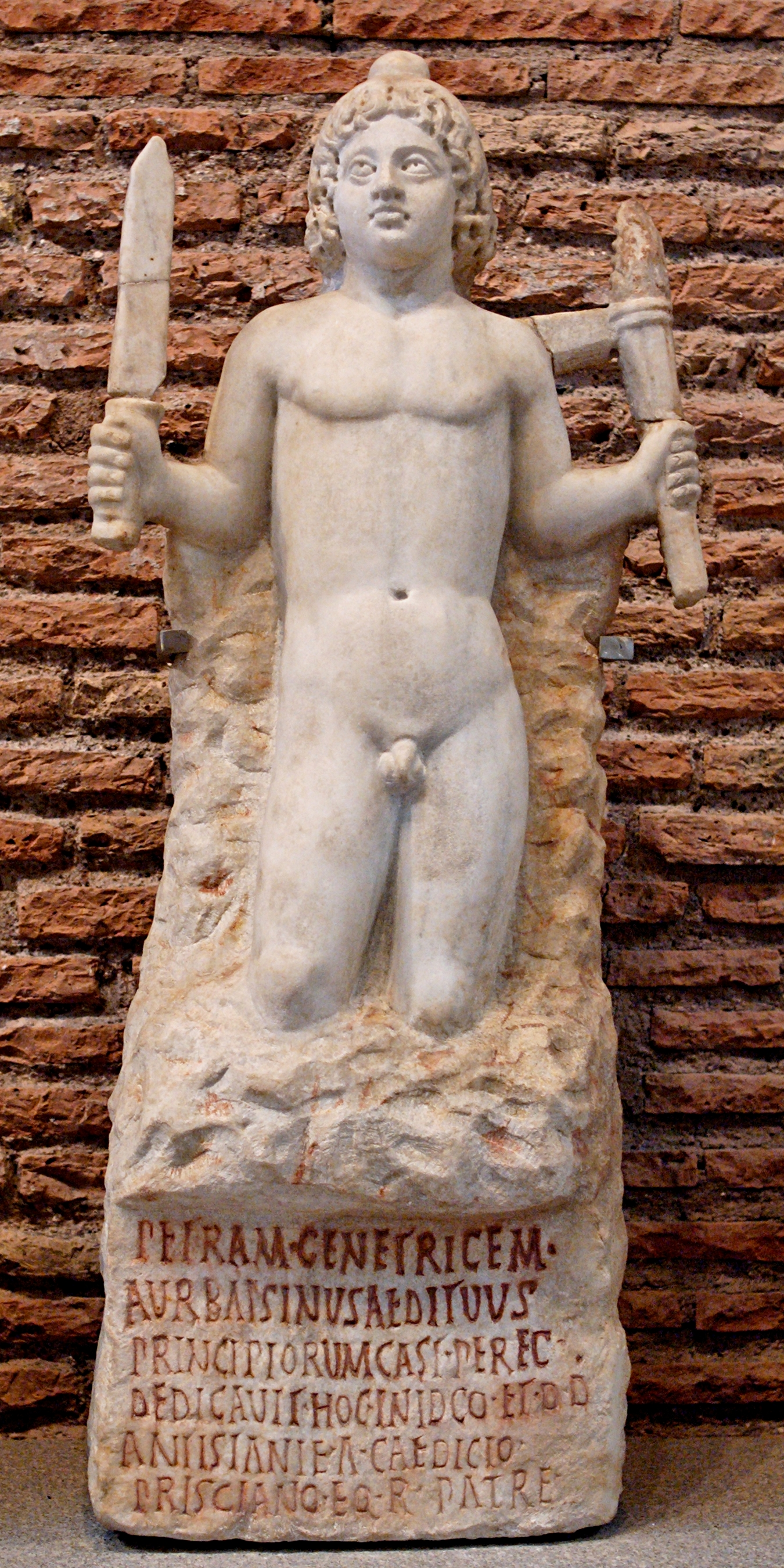
Mitra nascendo da pedra
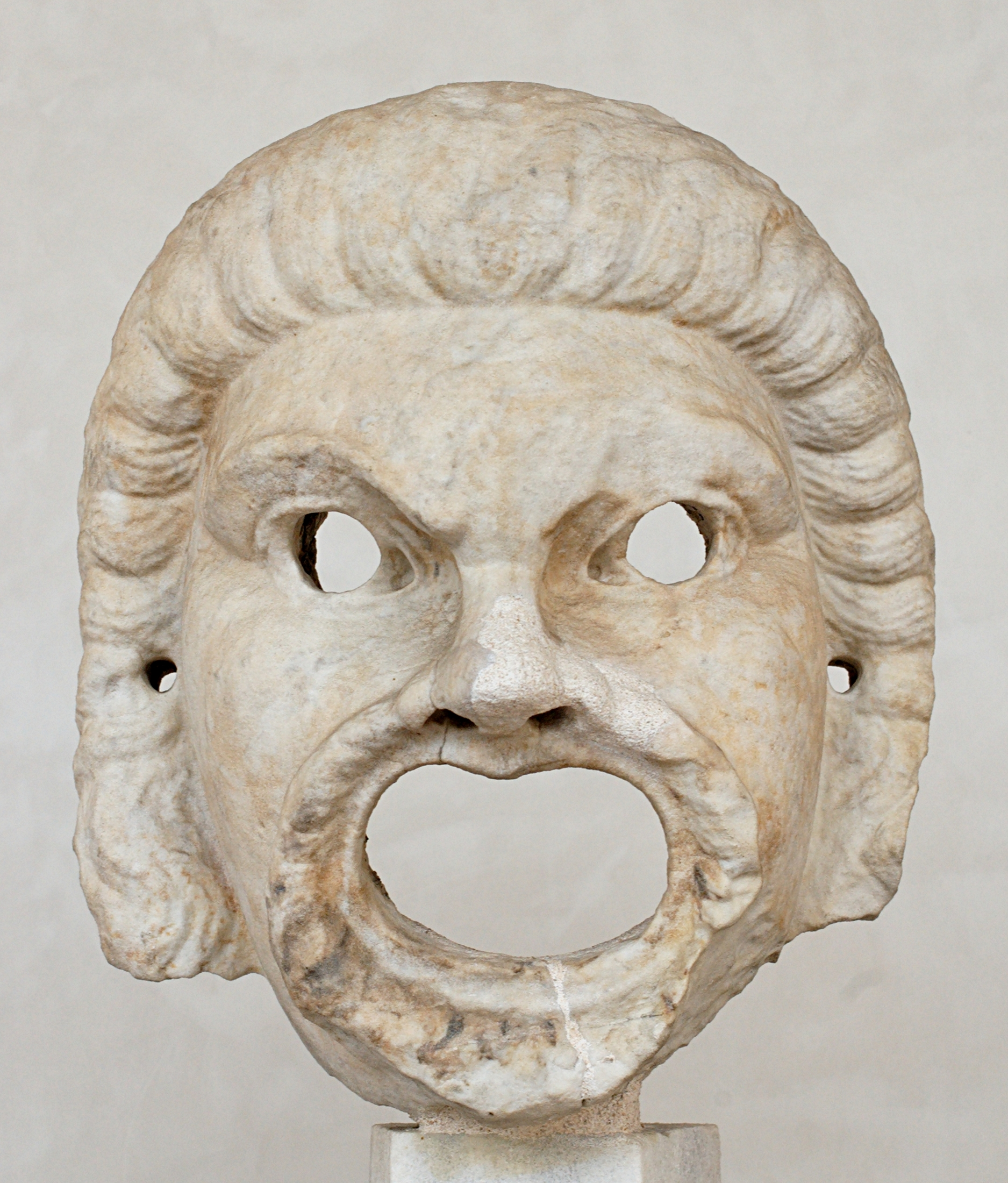
Máscara teatral
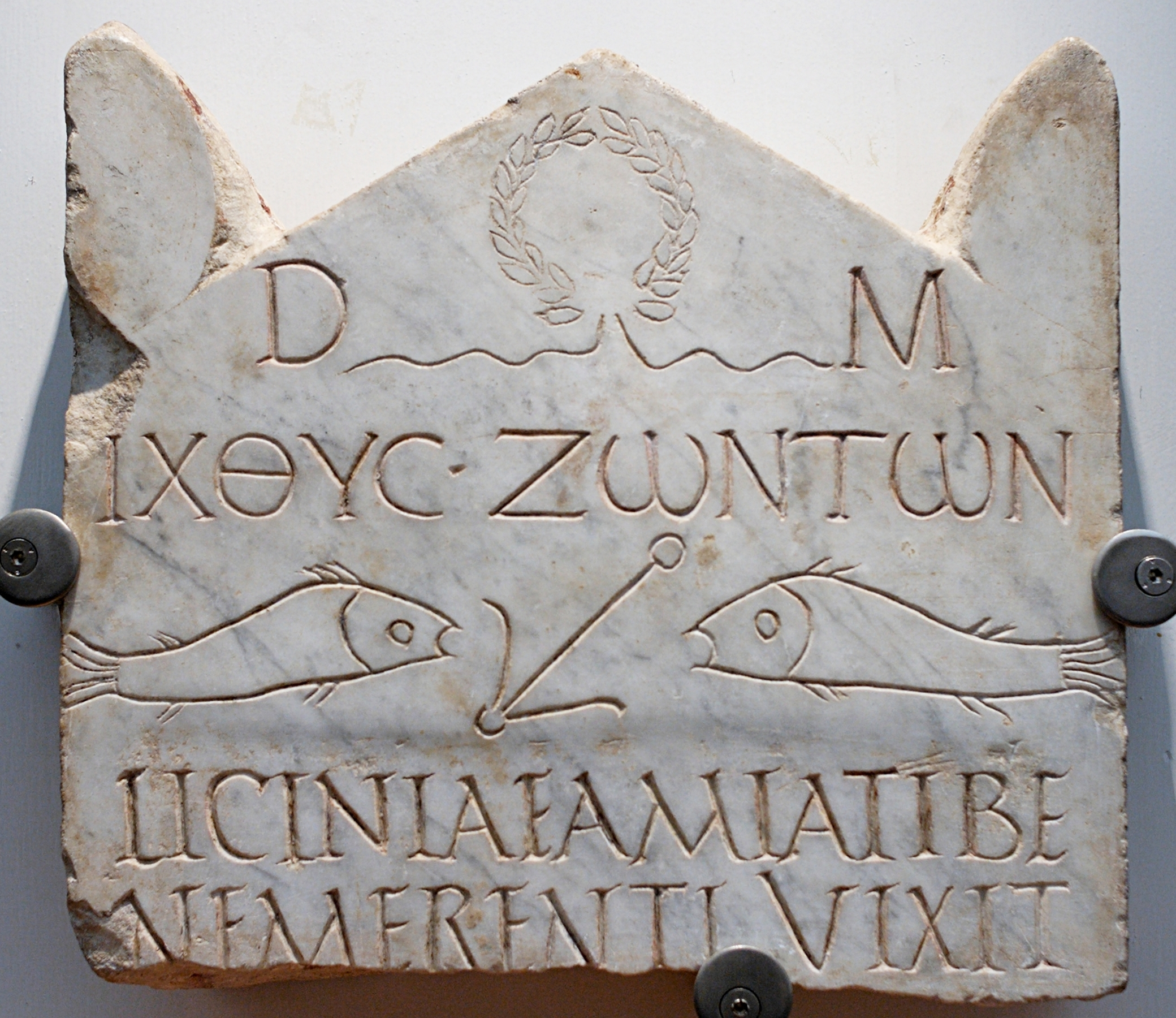
Lápide de Licínia Âmia
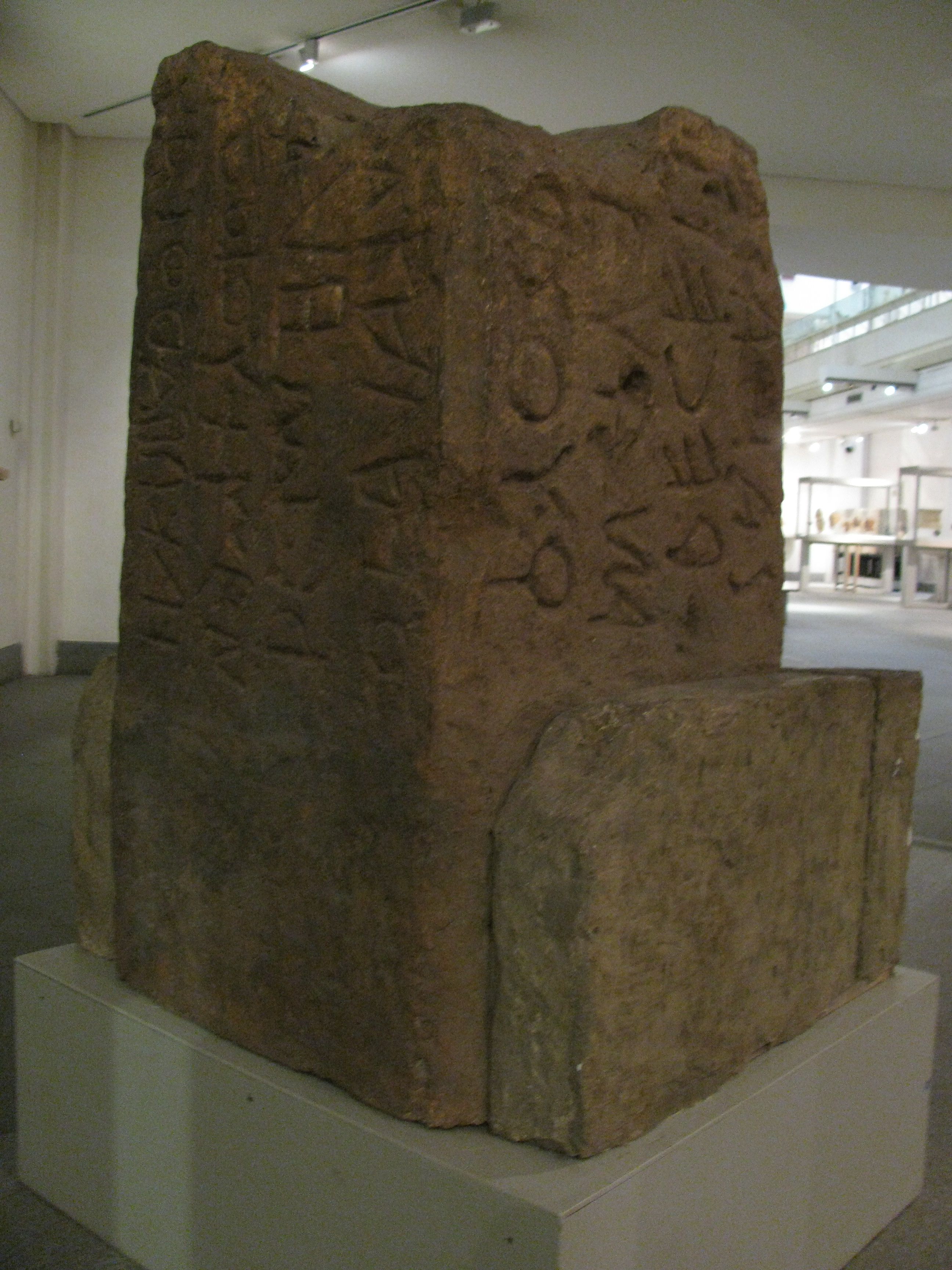
Lápis Níger

## Palácio Massimo das Termas

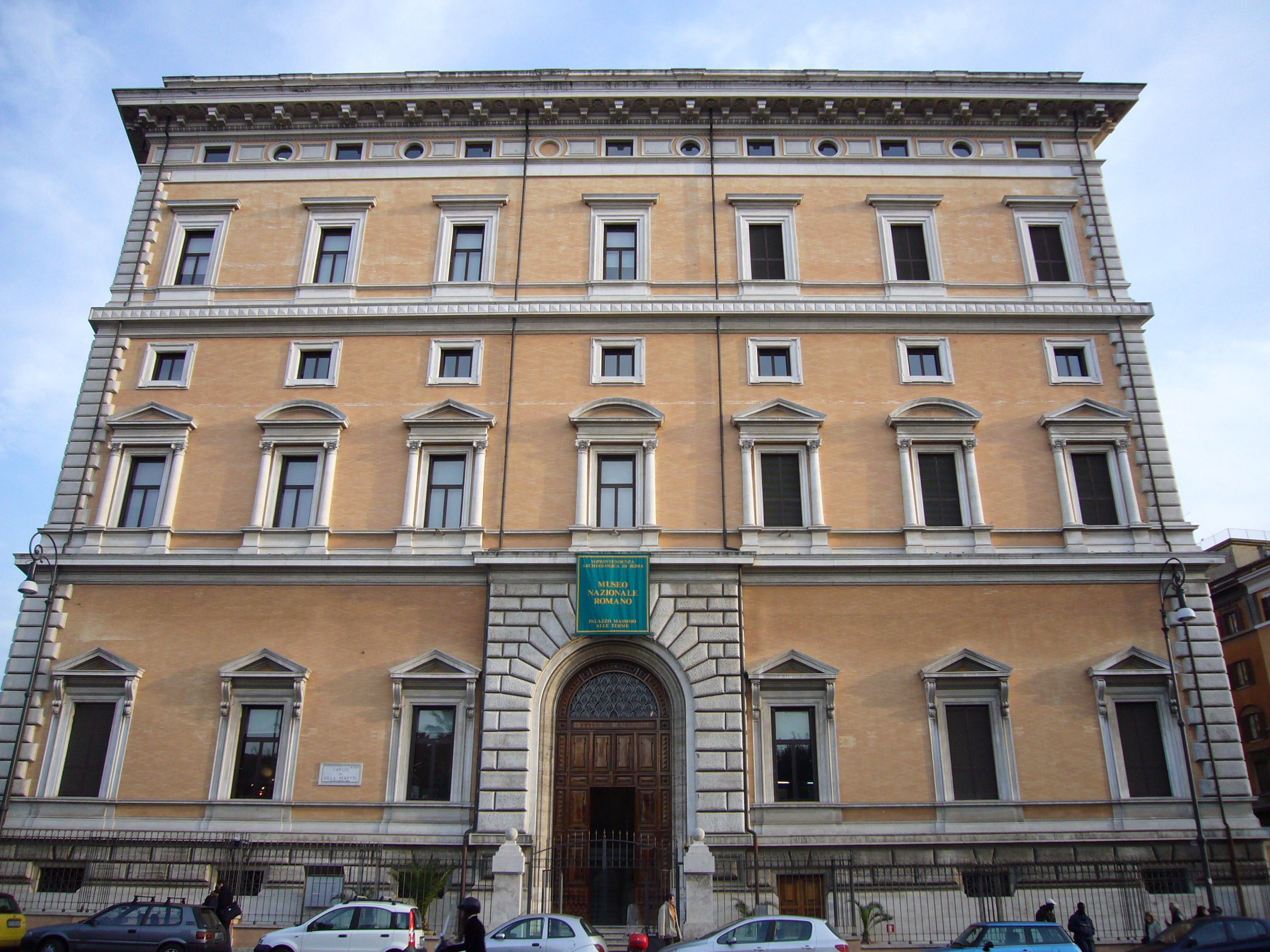
Palácio Massimo das Termas

O Palácio Massimo das Termas (em italiano: Palazzo Massimo alle Terme) foi construído entre 1883 e 1887 por Camillo Pistrucci em estilo neo-renascentista para o cardeal-príncipe Massimiliano Massimo, que ali desejava sediar um colégio jesuíta. Durante a Segunda Guerra Mundial foi transformado em hospital militar, tratando mais de 30 mil feridos de guerra. Depois voltou à posse dos jesuítas, que logo o abandonaram. Comprado pelo governo italiano em 1981, foi restaurado e adaptado para sediar parte do Museu Nacional, instalada em 1998.
O Palácio Massimo abriga arte da Roma Antiga nas modalidades de escultura, pintura, numismática e joalheria. A seção de numismática é a melhor do mundo em seu gênero, e foi formada com a reunião de várias coleções privadas e com achados de escavações em Roma e nas regiões vizinhas, ilustrando a história da moeda romana desde suas origens até a atualidade.
Na parte de joalheria são apresentadas peças descobertas em antigas tumbas romanas, que formam um significativo panorama da evolução da moda e dos costumes no Império Romano. As pinturas, afrescos e estuques datam desde o final do período republicano até o final do Império, junto com diversas peças gregas, descobertas nos Jardins de Salústio e outras vilas aristocráticas romanas, como a Vila Farnesina e a Vila Lívia.
Quanto às esculturas, formam um rico painel da arte da retratística romana entre os períodos pós-conquista da Grécia e o Império Romano em seu apogeu. Também possui peças decorativas, mosaicos e peças menores em bronze. Dentre as obras expostas se destacam a estátua de Augusto em vestes pontificais, uma Níobe, o Lutador, o Discóbolo Lancelotti, o Hermafrodita Dormindo, a Vênus de Doidalsas, e o Apolo do Tibre.

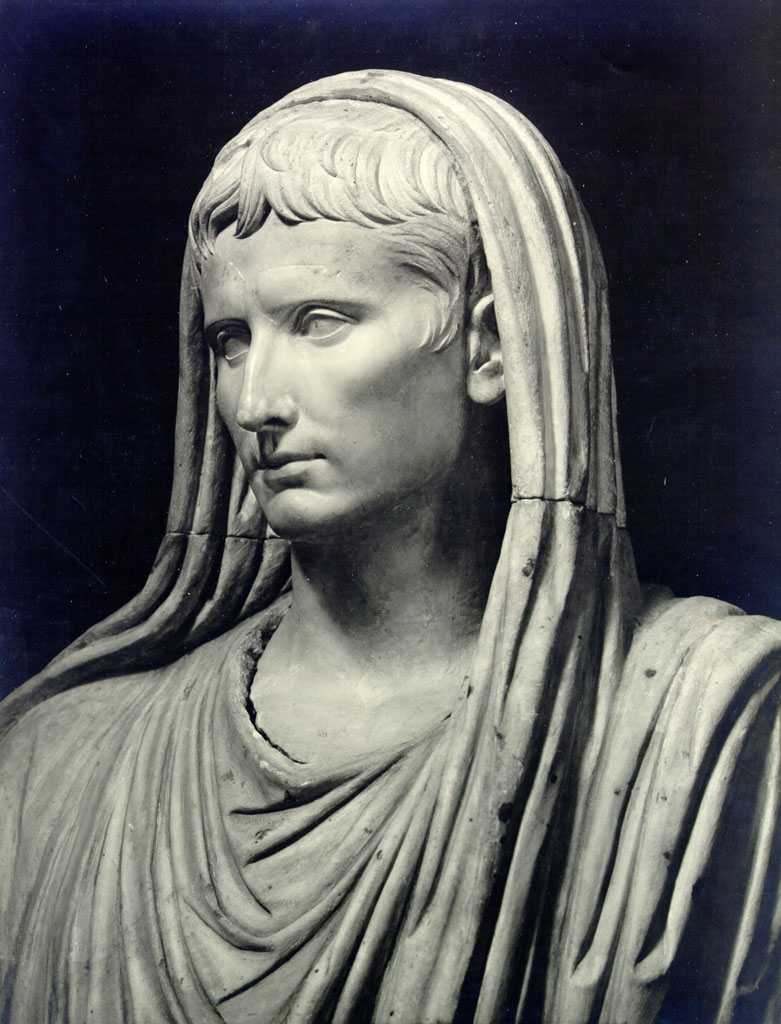
Augusto da Via Labicana Augusto como pontífice máximo
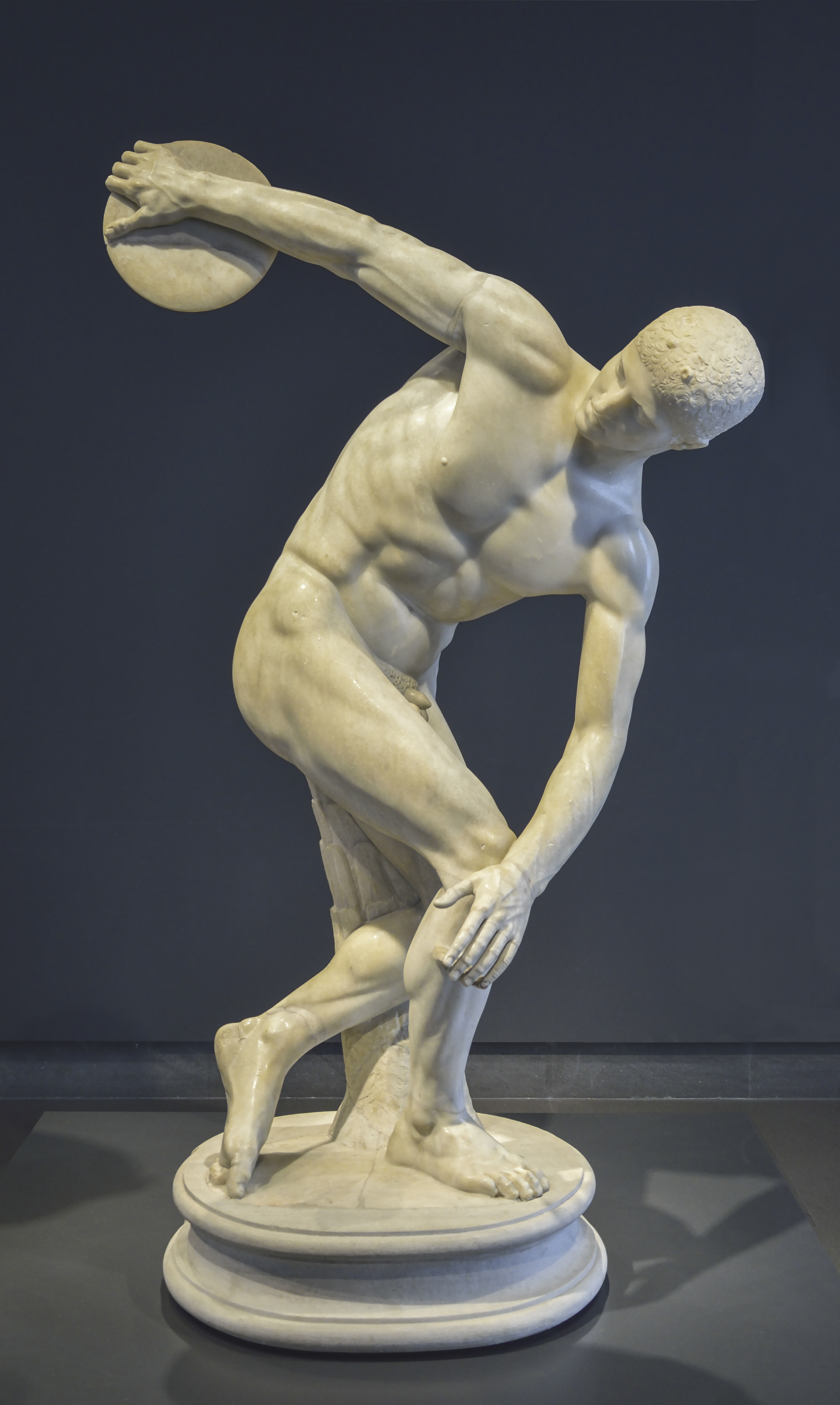
Discóbolo Lancelotti
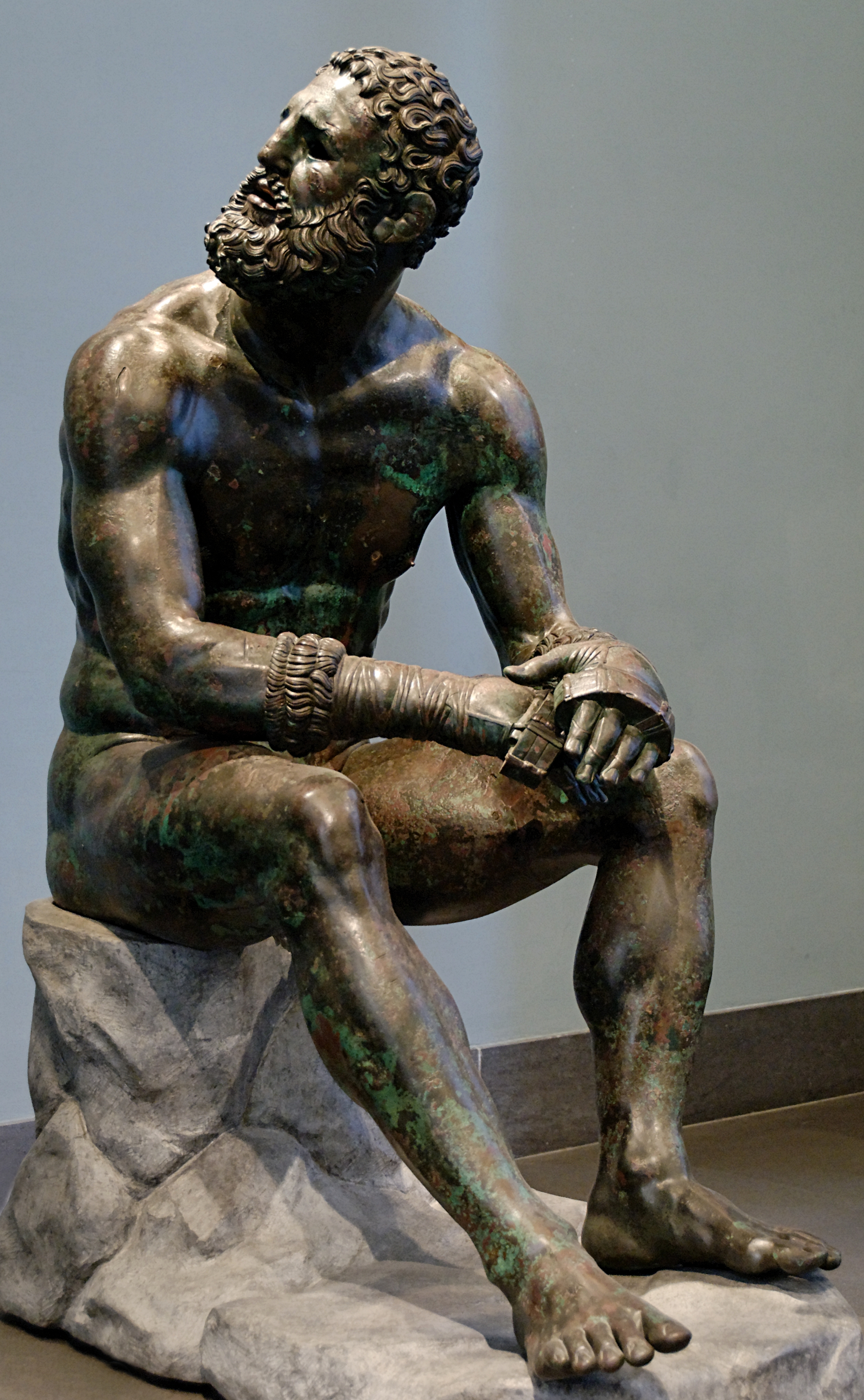
O Lutador
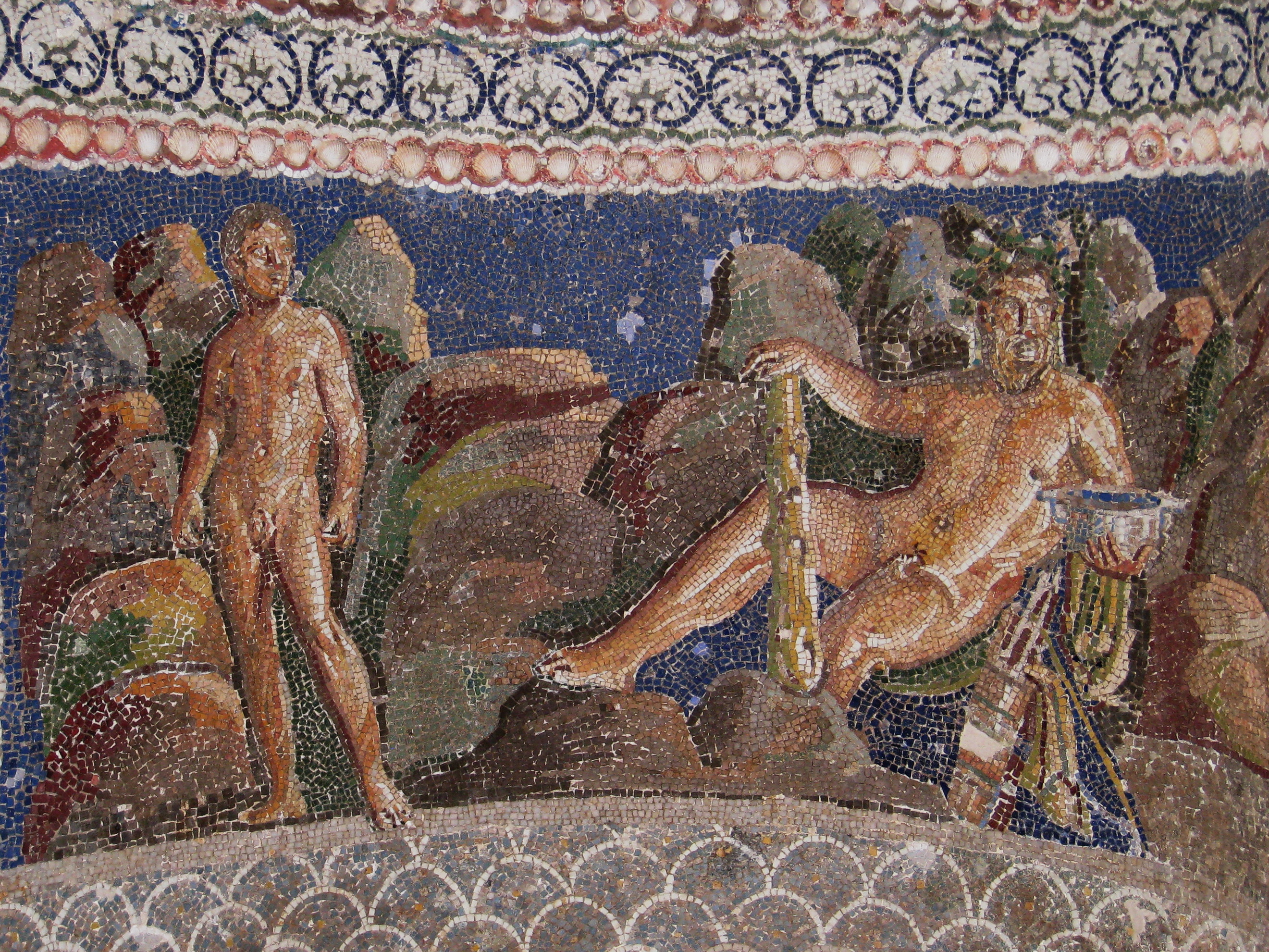
Hércules e Jolau
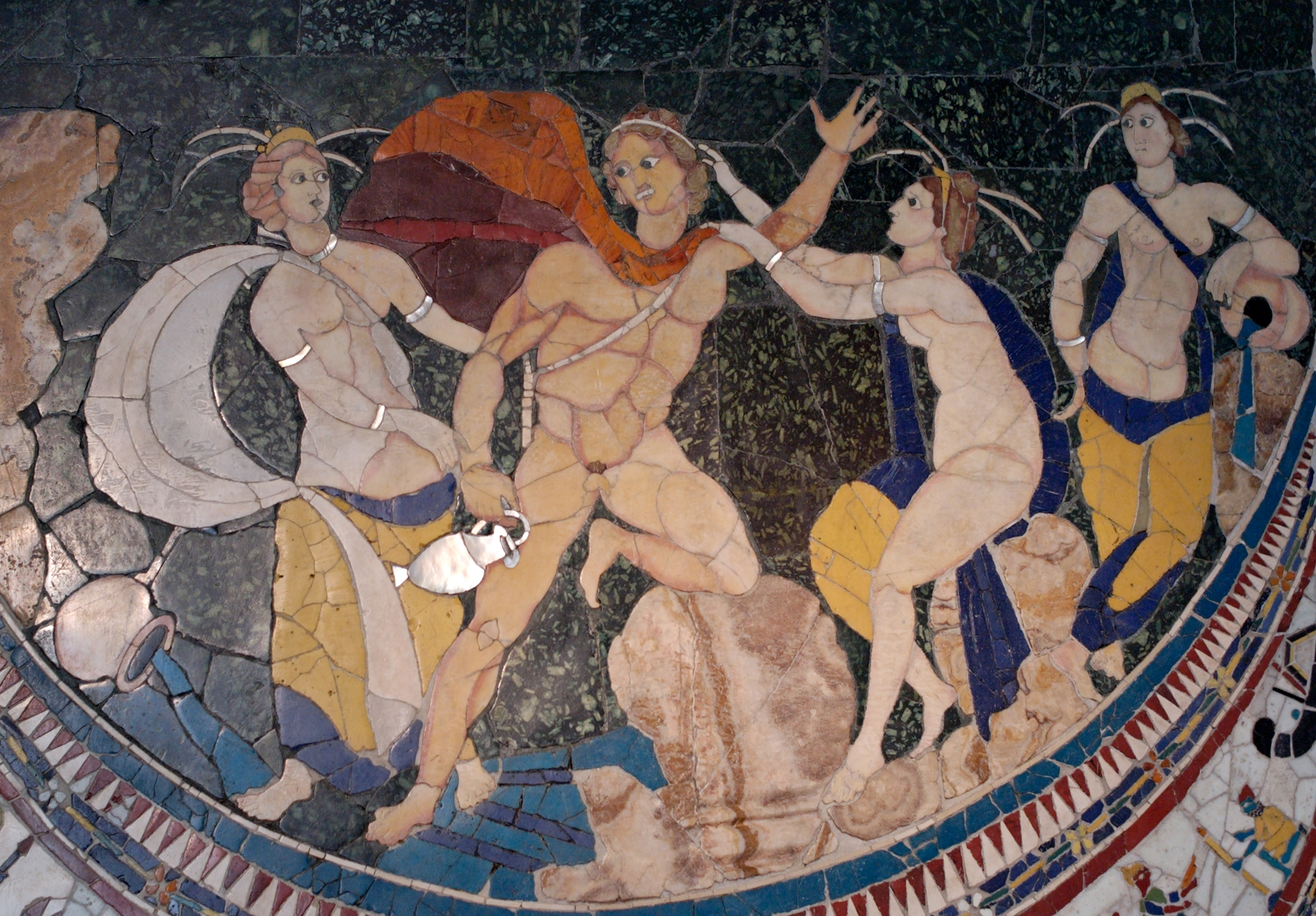
O rapto de Hilas

## Palácio Altemps

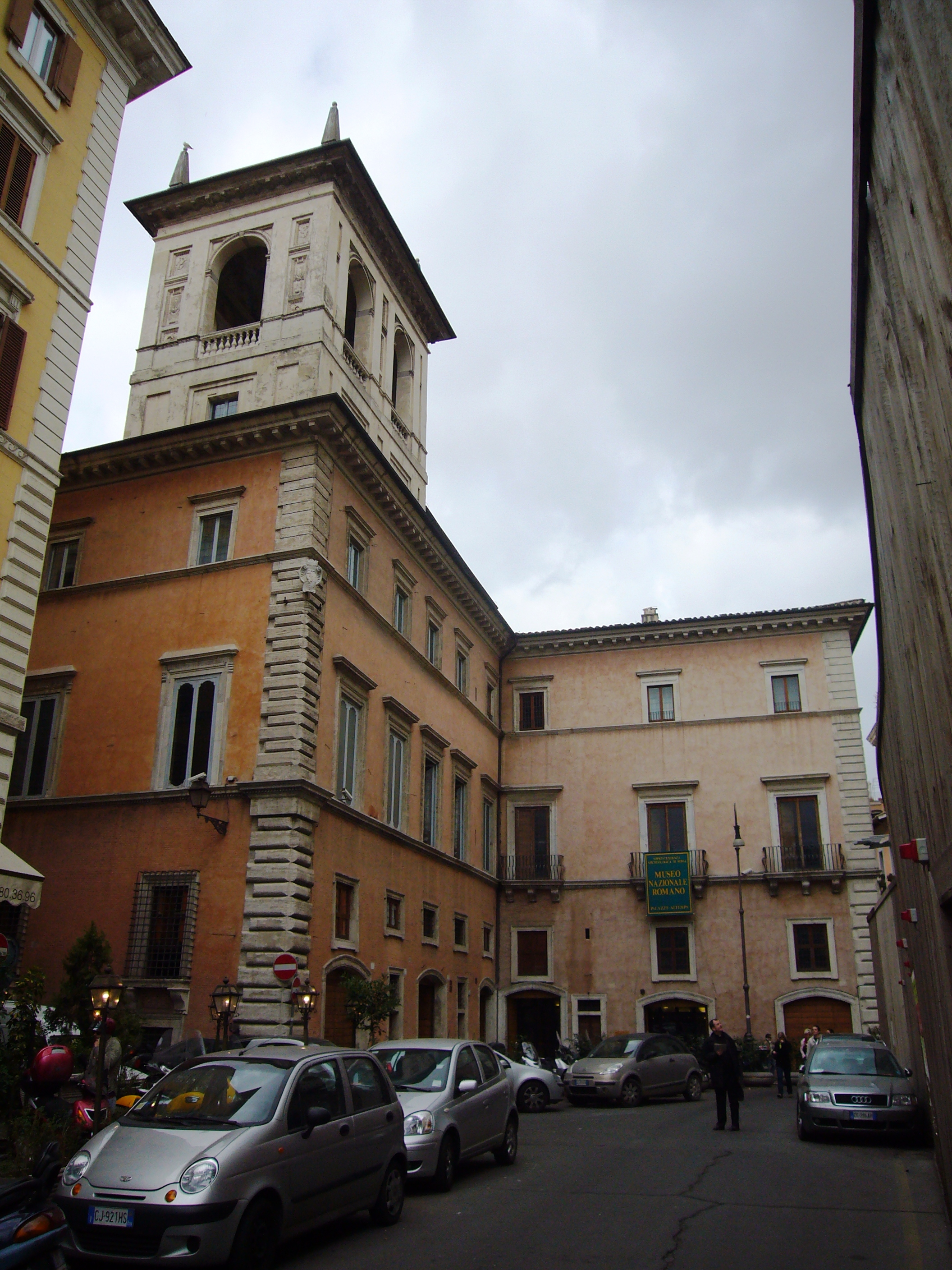
Palácio Altemps

Foi construído a partir de 1475 por ordem do conde Girolamo Riario, para celebrar suas núpcias com Caterina Sforza, filha de Gian Galeazzo, Duque de Milão. Em 1511, seu novo proprietário, Francesco Soderini, cardeal Volterra, realizou algumas intervenções, continuadas durante o papado de Leão X, e novamente em 1524, por causa da sua ocupação pelo cardeal Innocenzo Cybo.
O prédio foi adquirido em 1568 pelo cardeal Marco Sittico Altemps, que ordenou reformas que se estenderam por três décadas, supervisionadas por arquitetos como Martino Longhi, o Velho, Francesco da Volterra e Giacomo della Porta. O interior recebeu rica decoração em afrescos, e logo o palácio foi sendo repleto com a extensa coleção de arte do cardeal.
Em 1887, o imóvel foi comprado pela Santa Sé e passou a funcionar como sede do Colégio Seminário Espanhol, que realizou novas reformas no interior. Na década de 1980, já em condições precárias, foi adquirido pelo Estado italiano, que o fez restaurar para abrigar a seção do Museu Nacional chamada História do Colecionismo, sendo aberto ao público em 1997.
A coleção compreende rica estatuária romana e grega, peças renascentistas e barrocas, além de frisos, afrescos, relevos, mosaicos, bronzes e uma série de outros itens de várias proveniências e épocas, testemunhando os gostos de grandes colecionadores dos séculos XVI a XVIII.
Dentre as obras primas que apresenta estão o Gálata suicida, da escola de Pérgamo, o Ares Ludovisi, cópia de Lísipo, o mosaico de Castelporziano (século II), um dos maiores mosaicos romanos existentes; o Hermes Ludovisi, cópia de Míron ou Fídias, e a Afrodite de Cnido, cópia de Praxíteles.
Suas coleções principais são:
- Coleção Altemps, iniciada pelo cardeal Marco Sittico e ampliada por seu sobrinho Giovanni Angelo, possui peças encontradas em escavações nas propriedades dos Altemps em Roma e Frascati, e outras adquiridas, que antigamente faziam parte das coleções Medici e Ceoli. Grande parte da coleção original foi mais tarde desmembrada e vendida para importantes museus do mundo.
- Coleção Boncompagni Ludovisi, fundada pelo cardeal Ludovico Ludovisi com peças provenientes de outras coleções privadas, como a Cesi, a Cesarini, a Carpi, a Orsini, a Soderini e a própria Altemps, sendo instalada em sua vila no Quirinal. Gregorio Boncompagni continuou a expandi-la até possuir cerca de 450 obras, que foram em parte vendidas quando o Príncipe Rodolfo Boncompagni Ludovisi alienou sua propriedade. Contudo o Estado Italiano conseguiu adquirir 104 das peças mais importantes em 1901.
- Coleção Mattei, reunida por Ciriaco e Asdrubale Mattei, que possuíam um palácio no Campo de Marte, uma vila na colina do Célio e outra no Palatino, e ornamentaram seus jardins com mais de 500 estátuas, sarcófagos, relevos, esculturas e vasos. Dispersa a coleção no século XVIII, restaram as esculturas da propriedade no Célio, que passaram a fazer parte da coleção do Museu Nacional.
- Coleção del Drago, que se originou de uma seleção de peças reunida pela família Massimo no século XVII, e que passou à família Del Drago, com esculturas, mosaicos, intársias, bronzes, joias e moedas.
- Coleção Egípcia. As peças reunidas nesta seção se compõem de achados na própria cidade de Roma, e que possivelmente chegaram ali na era republicana para adornar templos de Ísis e Serápis, deuses estrangeiros cujos cultos tiveram grande expansão cultos naquele período da história romana (veja Templo de Ísis e Serápis e Templo de Ísis na Via Labicana).

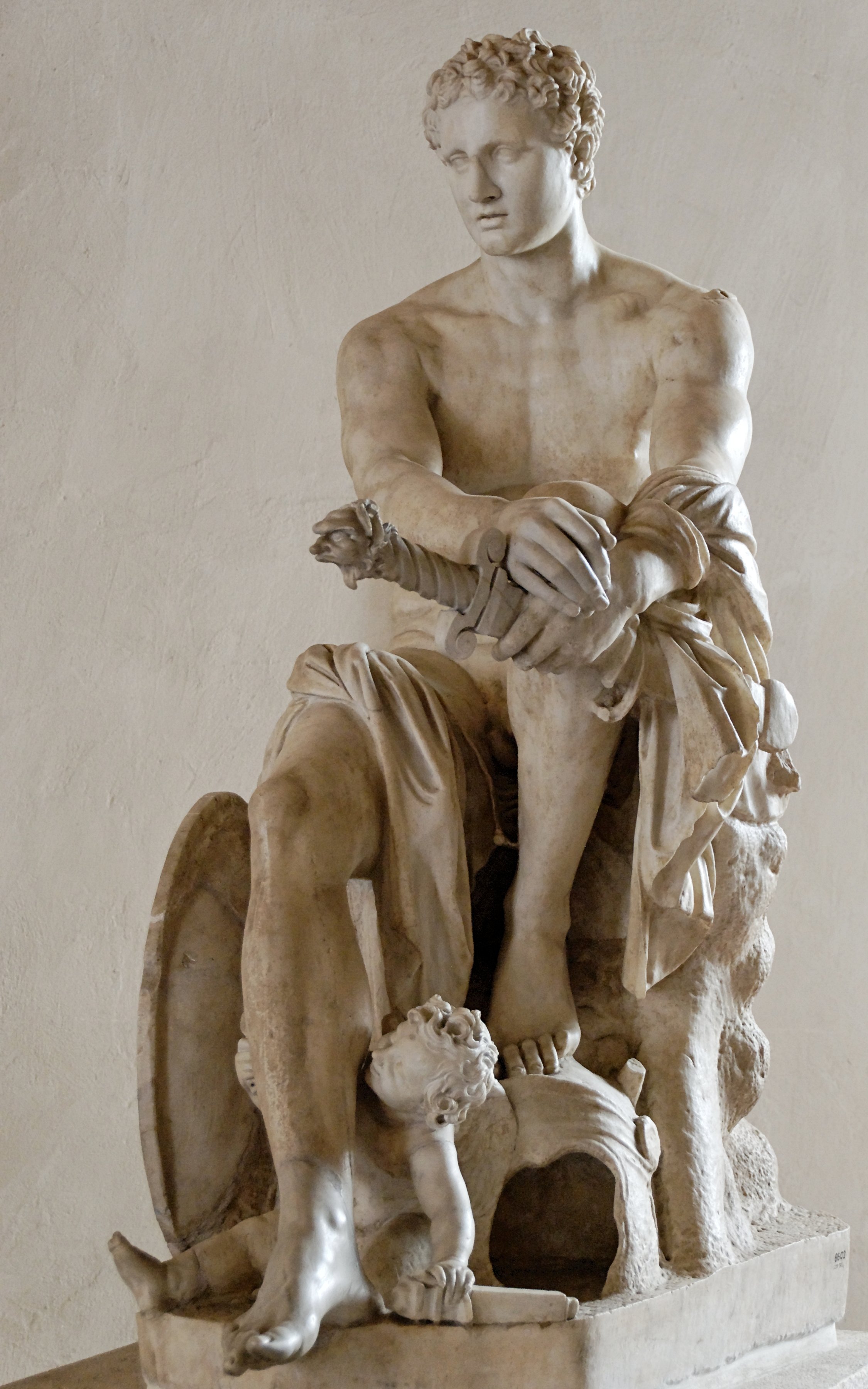
Ares Ludovisi
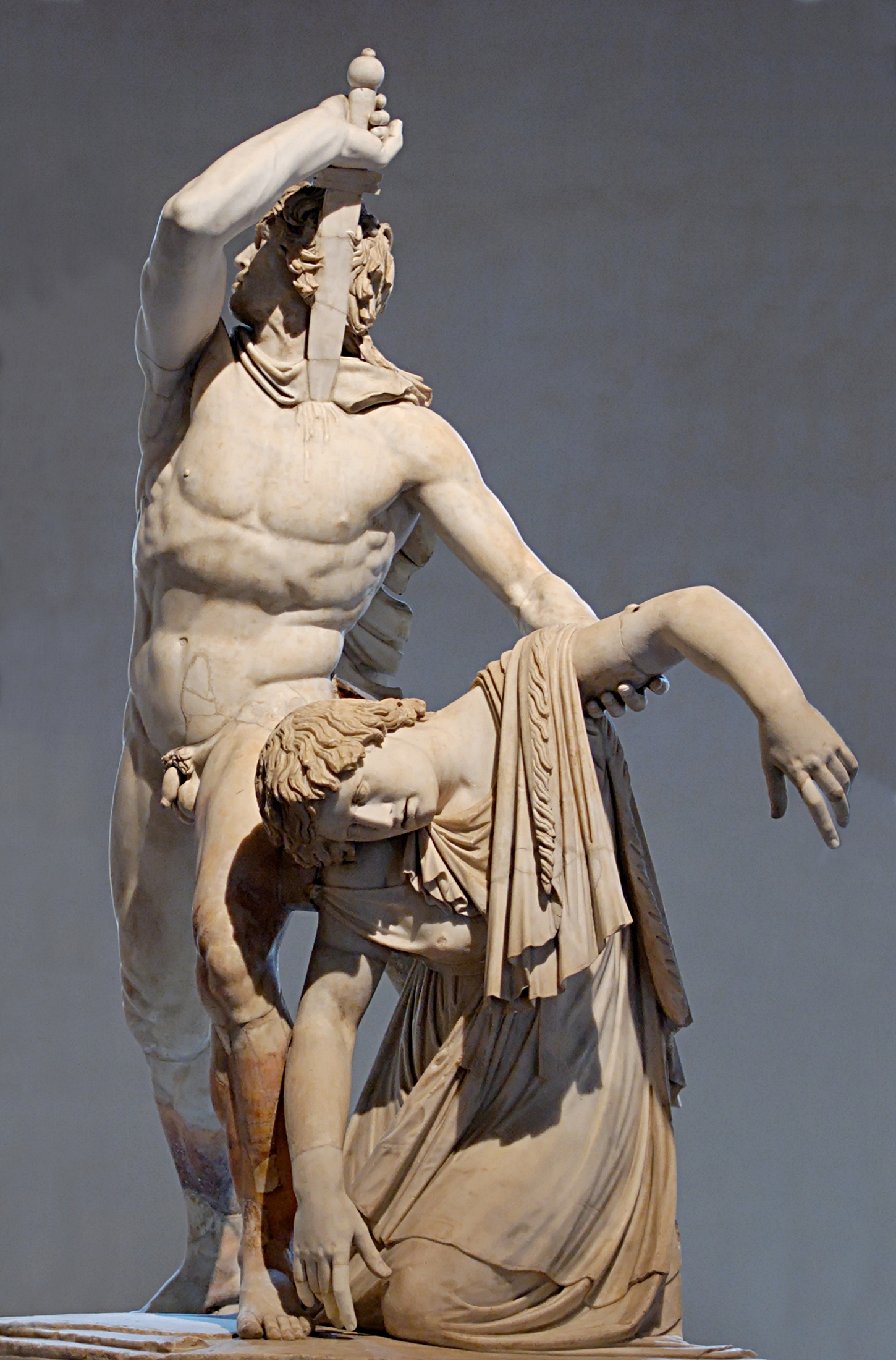
Gálata suicida
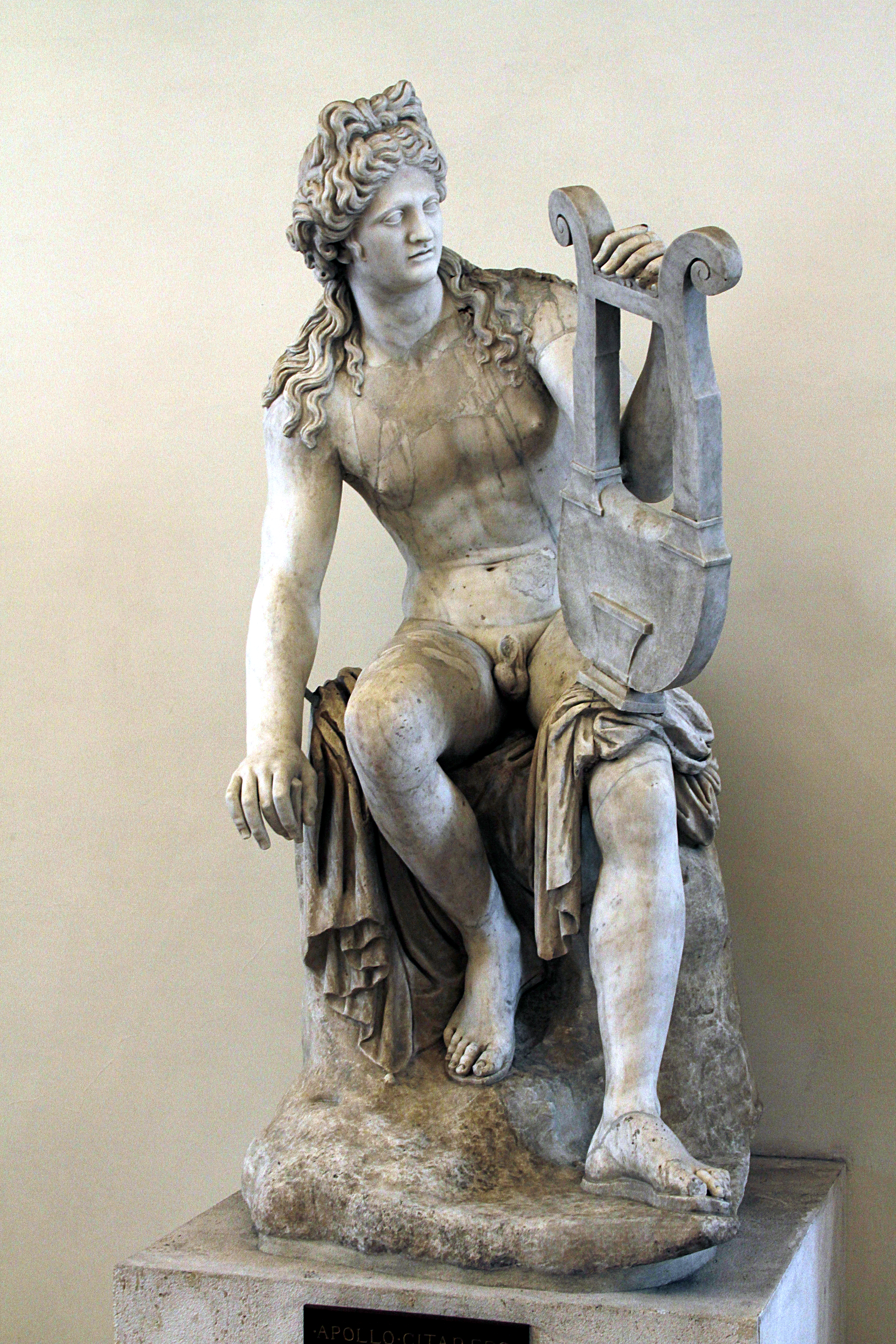
Apolo citaredo
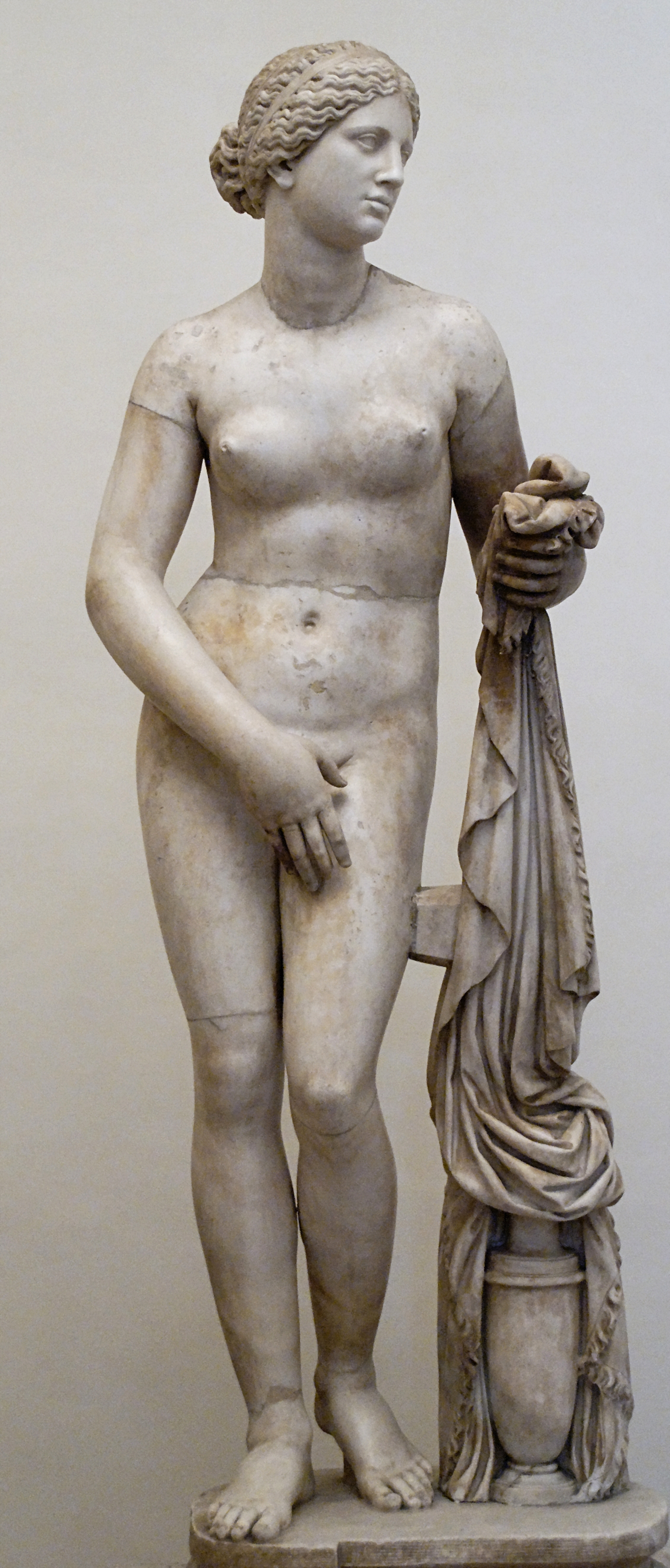
Afrodite de Cnido Praxiteles
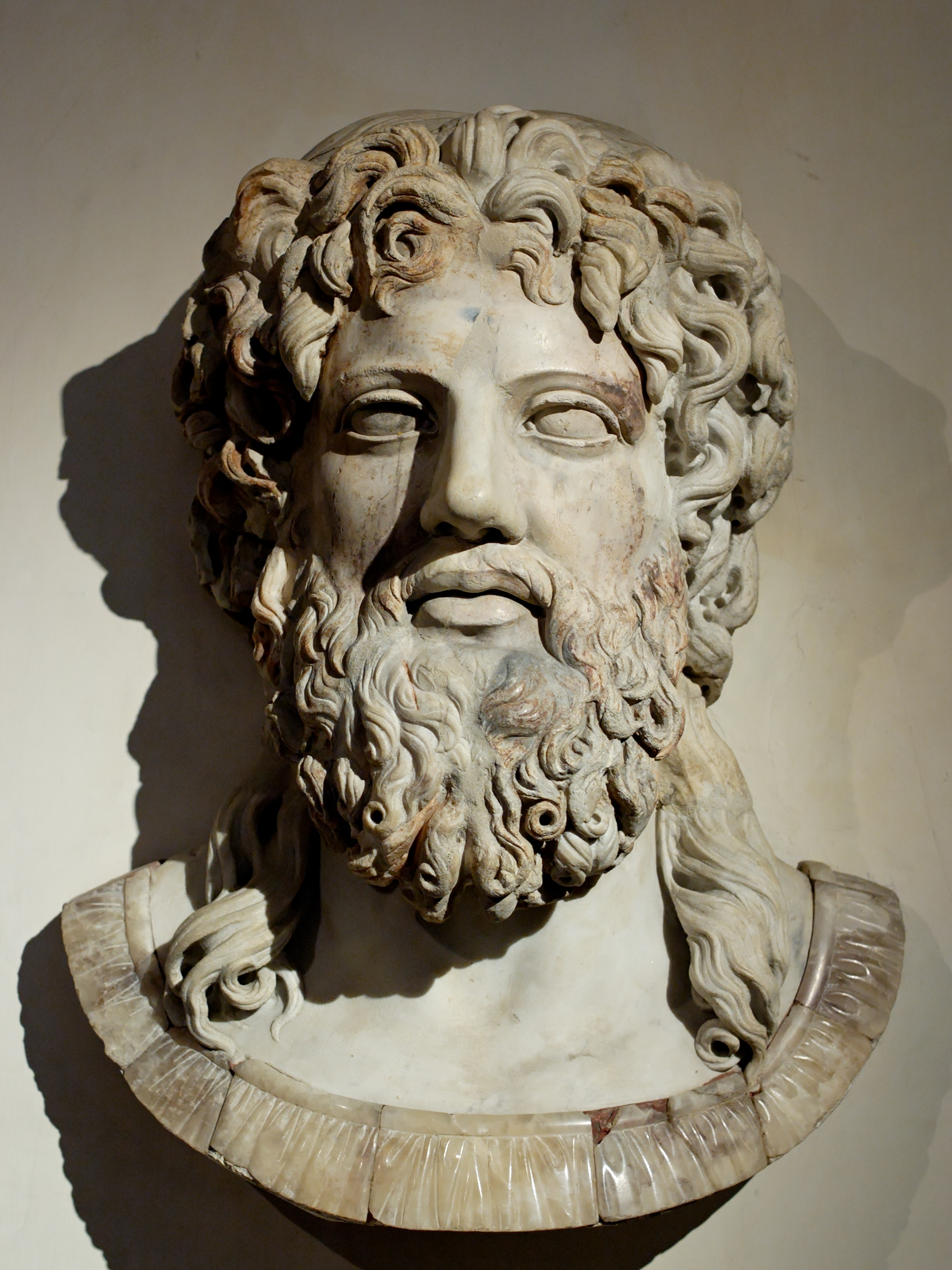
Zeus

## Museu da Cripta de Balbo

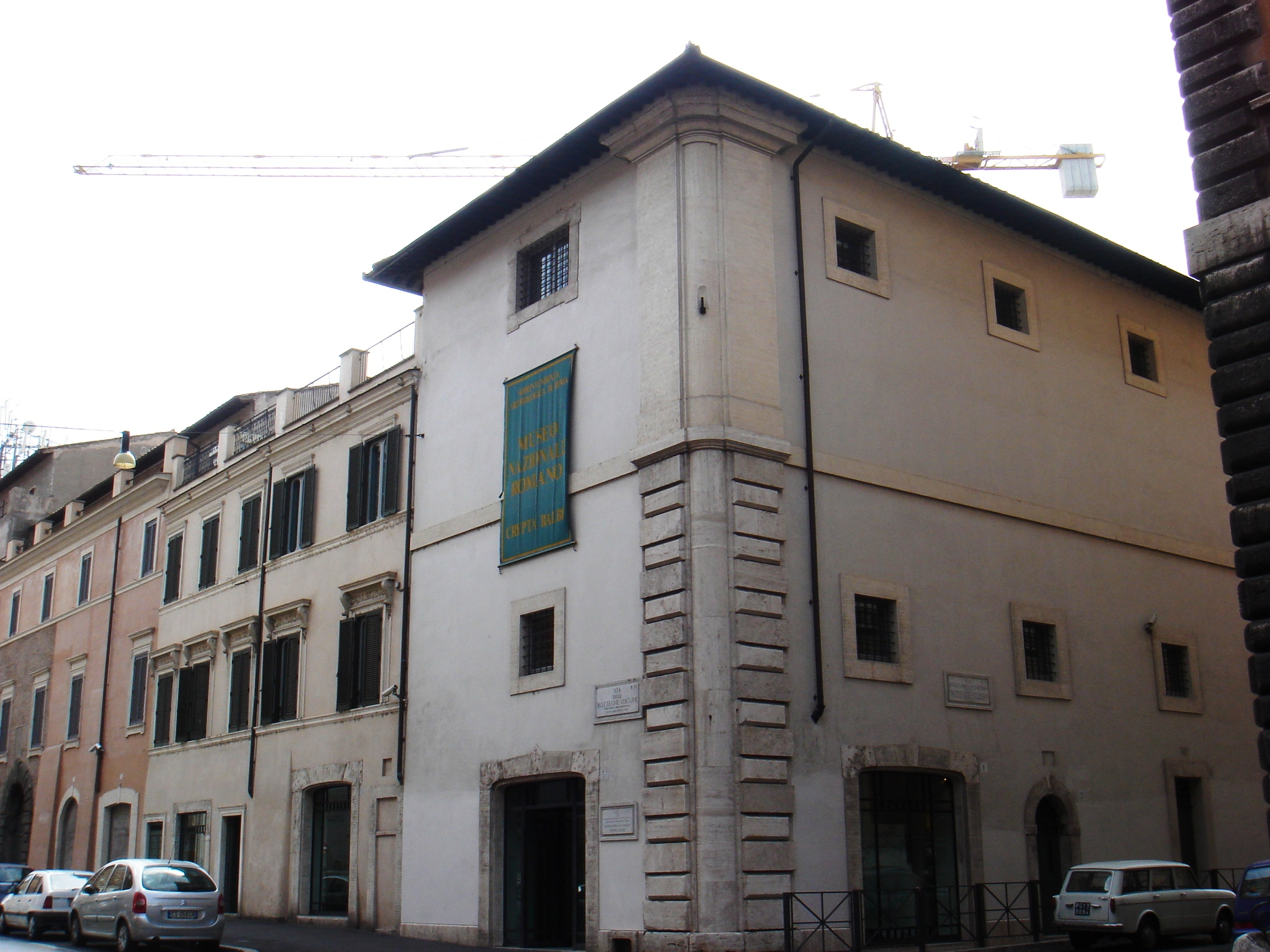
Museu da Cripta de Balbo

A sede do museu conhecida como Cripta de Balbo é parte de um vasto complexo de edifícios — incluindo, além da cripta, as igrejas de Santa Caterina dei Funari e San Stanislao dei Polacchi — com cerca de 7 000 metros quadrados de área e um volume predial de mais de 40 000 metros cúbicos aquirido pelo governo da Itália em 1981.
O complexo está inteiramente delimitado entre a Via delle Botteghe Oscure, Via dei Polacchi, Via dei Delfini e Via Caetani, e, ao longo dos séculos, passou por diversas modificações. Na época romana, além da Cripta Balbo, havia ainda diversas residências e o lado meridional do Pórtico de Minúcio, cujos restos ainda são visíveis na Via delle Botteghe Oscure. Na Idade Média, o local abrigou a igreja-convento de Santa Maria Domine Rose, que incluía um jardim e vários anexos. As residências na Via dei Delfini são remontam a esta época. Durante o Renascimento, instalou-se no local um convento dedicado a Santa Catarina (Santa Caterina dei Funari), também com seu jardim e anexos. Finalmente, no século XVIII, foi construída a igreja de San Stanislao e o hospital anexo.
A especificidade da Cripta Balbo no contexto do Museo Nazionale Romano é a constituição de um museu de arqueologia urbana, que pesquisa e documenta a evolução do espaço urbano do complexo, de seu primeiro assentamento passando por todas as suas diferentes destinações ao longo da história. Particular atenção foi dedicada à pesquisa que documenta as atividades artesanais no local (materiais, ferramentas, métodos), especialmente na Antiguidade Tardia e Alta Idade Média, destacando a continuidade do trabalho e a qualidade das obras nos séculos geralmente considerados "de trevas", entre os séculos VI e X.

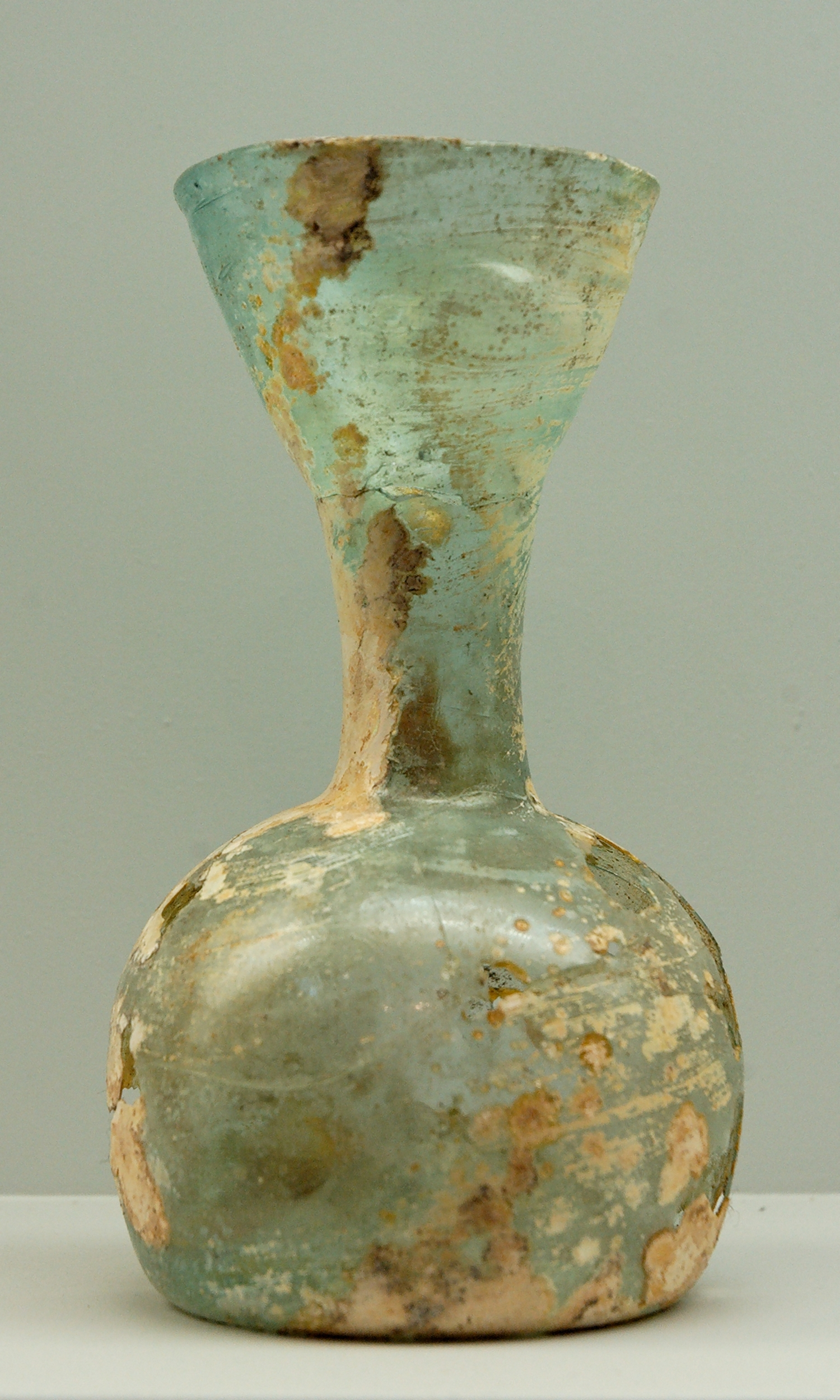
Vaso de vidro
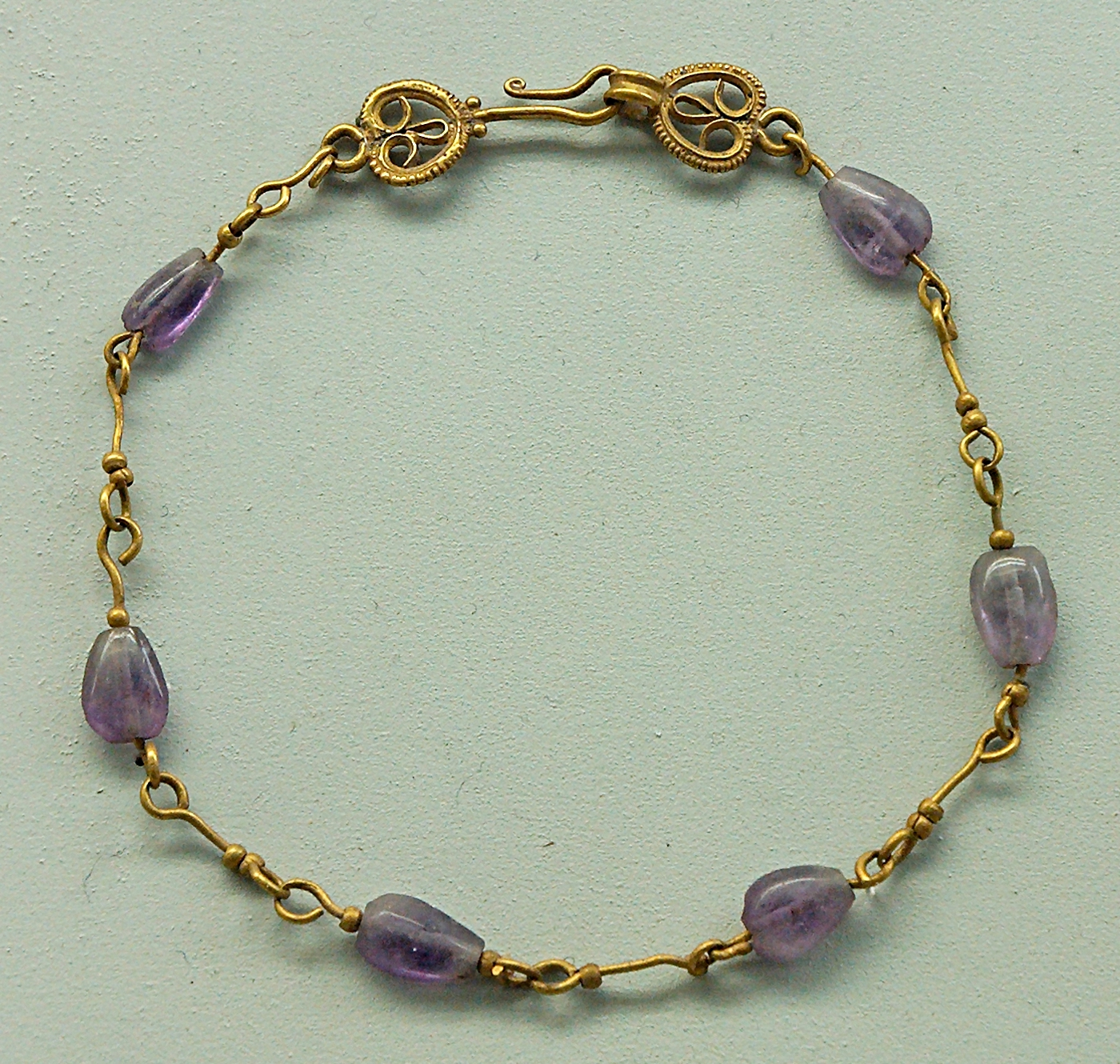
Colar bizantino